# Pedro Muñoz Aburto
Pedro Héctor Muñoz Aburto (Punta Arenas, 1 de julio de 1944), es un abogado y político chileno, militante del Partido Socialista (PS). Se desempeñó como diputado de la República en representación del distrito n.º 60 durante tres periodos consecutivos, desde 1994 hasta 2006. Luego ejerció como senador por la 19.ª Circunscripción (Región de Magallanes) entre 2006 y 2014.

## Biografía

### Familia
Nació el 1 de julio de 1944, en Punta Arenas, hijo de Pedro Muñoz Oyarzo y Lorenza Aburto Velásquez.
Se casó en Viña del Mar en 1973 con la matrona Aurelia Rosa Urzúa González, con quien tuvo dos hijos; Andrés Alejandro y Eduardo Javier (psicólogo).

### Estudios y vida laboral
Realizó sus estudios primarios y secundarios en el Liceo Salesiano San José de Punta Arenas. Finalizada su etapa escolar, ingresó a la Facultad de Derecho de la Universidad de Chile, en Valparaíso, donde se tituló de abogado.
En 1985, fundó el Colegio de Abogados A.G. de Punta Arenas donde se mantuvo como directivo hasta 1987. En forma paralela, fue comentarista político radial, se destacó como panelista de foros políticos debatiendo con destacadas figuras políticas nacionales tales como Sergio Onofre Jarpa y Jaime Guzmán.[cita requerida] También colaboró en el diario La Prensa Austral.
Asimismo, participó en la fundación del «Centro Cultural Carlos Lorca», fue socio de la Fundación Humanitaria Cavirata, y del Hogar de Cristo.

## Trayectoria política

### Inicios
En el ámbito político, ingresó al Partido Socialista (PS) en 1965. Con posterioridad al golpe de Estado de 1973 brindó asistencia jurídica en Valparaíso a numerosos prisioneros juzgados por consejos de guerra. Asimismo, como abogado especialista en ferecho laboral, entre 1978 y 1990, colaboró en la Vicaría de la Solidaridad (VS) y asesoró a sindicatos magallánicos. En 1980, fue abogado de la Pastoral Obrera del Obispado de Punta Arenas. Ese mismo año, ejerció en la secretaría regional de Bienes Nacionales, por un período de tres años.
Más tarde, retornó a la Región de Magallanes y se abocó a la reconstrucción del Partido Socialista.
Entre 1985 y 1989, asumió como secretario regional del Partido Socialista-Almeyda, ejerciendo por dos periodos. Luego, entre 1986 y 1987, fue vocero oficial y presidente del Movimiento Democrático Popular (MDP), en Punta Arenas. Al año siguiente, se ubicó en la presidencia de la Izquierda Unida de esta última ciudad y presidió la «Concertación de Partidos por el No» regional. Además de ser generalísimo de la campaña parlamentaria y presidencial del año 1989.

### Gobierno de Patricio Aylwin
Entre 1990 y 1993, durante el gobierno del presidente Patricio Aylwin, se desempeñó como secretario regional ministerial de Trabajo en la Región de Magallanes. Entre 1991 y 1992, fue secretario regional ministerial subrogante (s) de Bienes Nacionales.
En forma paralela, entre 1990 y 1992, fue electo presidente del Partido Socialista Unificado de la Región de Magallanes y se incorporó como miembro del Comité Central de la colectividad.

### Diputado
En las elecciones parlamentarias de 1993, fue electo diputado en representación del distrito n° 60 (correspondiente a las comunas de La Antártica, Laguna Blanca, Navarino, Natales, Porvenir, Primavera, Punta Arenas, Río Verde, San Gregorio, Timaukel y Torres del Paine), de la Región de Magallanes, por el periodo legislativo 1994-1998. Integró la Comisión Permanente de Trabajo y Seguridad Social; la Comisión Investigadora de la Entrega de Recursos Públicos para Organizaciones Deportivas; y las comisiones especiales de la Quinta Región y de Turismo.
En las elecciones parlamentarias de 1997, mantuvo su escaño en la Cámara de Diputados por el mismo distrito, por el periodo legislativo 1998-2002. Integró las comisiones permanentes de Minería y Energía, y de Trabajo y Seguridad Social.
En las elecciones parlamentarias de 2001, obtuvo su tercera reelección diputacional por su partido en el mismo distrito, por el periodo legislativo 2002-2006. Integró las comisiones permanentes de Trabajo y Seguridad Social, y de Pesca, Acuicultura e Intereses Marítimos. Participó en la Comisión Especial sobre Zonas Extremas del País.

### Senador
En las elecciones parlamentarias de 2005, fue electo como senador por la Circunscripción n° 19 (Región de Magallanes y la Antártica Chilena), por el periodo legislativo 2006-2014, correspondiente a Puerto Williams y Punta Arenas. Durante el ejercicio de su cargo integró las comisiones permanentes de Constitución, Legislación, Justicia y Reglamento; de Trabajo y Previsión Social; Revisora de Cuentas; y preside la Comisión Permanente de Agricultura. Integró las comisiones de Defensa Nacional; la Revisora de Cuentas; y presidío la de Trabajo y Previsión Social.
En las elecciones parlamentarias de 2013 se presentó a reelección por la misma Circunscripción, no resultando electo para un próximo periodo (2014-2022).

## Historial electoral

### Elecciones parlamentarias de 1993
- Elecciones parlamentarias de 1993, candidato a diputado por el distrito 60 (Río Verde, Antártica, Laguna Blanca, Natales, Cabo de Hornos, Porvenir, Primavera Punta Arenas, San Gregorio, Timaukel y Torres del Paine)[3]

### Elecciones parlamentarias de 1997
- Elecciones parlamentarias de 1997, candidato a diputado por el distrito 60 (Río Verde, Antártica, Laguna Blanca, Natales, Cabo de Hornos, Porvenir, Primavera Punta Arenas, San Gregorio, Timaukel y Torres del Paine)[4]

### Elecciones parlamentarias de 2001
- Elecciones parlamentarias de 2001, candidato a diputado por el distrito 60 (Río Verde, Antártica, Laguna Blanca, Natales, Cabo de Hornos, Porvenir, Primavera Punta Arenas, San Gregorio, Timaukel y Torres del Paine)[5]

### Elecciones parlamentarias de 2005
- Elecciones Parlamentarias de 2005, candidato a senador por la Circunscripción 19 (Magallanes)[6]

### Elecciones parlamentarias de 2013
- Elecciones parlamentarias de 2013, candidato a senador por la Circunscripción 19 (Magallanes)[7]